# Гаиом
«Гаиом» (Ха-йом, «Сегодня») — первая ежедневная газета на древнееврейском языке, которая выходила в столице Российской империи городе Санкт-Петербурге с февраля 1886 до начала 1888 года под редакцией Льва Осиповича Кантора и при активном участии Д. Фришмана, А. Розенфельда и Л. Каценельсона.
По словам историка литературы С. Л. Цинберга, появление «Гаиом» вызвало в еврейских кругах большую сенсацию, так как до того времени считали немыслимым издавать на «священном», но мертвом языке ежедневный орган, отзывающийся на злободневные вопросы. Преодолев в этом отношении много трудностей, издание значительно способствовало расширению и упрощению древнееврейского языка, а также развитию еврейской литературы, приблизив её к запросам текущей жизни.
Благодаря богатому и разнообразному содержанию «Гаиом» пользовалась большим успехом; при прекрасном информационном отделе ежедневник и в литературном отношении был поставлен хорошо.
В фельетонном отделе принимали участие лучшие еврейские литературные силы столицы того времени: сам редактор (под псевдонимами «Менахем-Ов» и «Окец»), С. Абрамович, Д. Фришман (Othiot-Porchoth, «Летучие заметки»), Буки бен-Иогли (Michtabim mi-Kirjath Raab — «Письма из Голодаевки») и др. Большим успехом также пользовались научно-популярные работы доктора медицины Л. И. Каценельсона — «Mischnath Jehuda ha-Rofe» и «Remach Ebarim».
В 1887 году при газете «Гаиом» выходил ежемесячный журнал «Ben-Ami». После превращения еженедельников «Гамелиц» и «Гацефира» в ежедневные издания «Гаиом» не выдержал конкуренции и, за недостатком средств, вынужден был закрыться.